# 최윤모
최윤모(1916년 ~)는 일본 동경제국대학 법학부를 졸업하고 일본 고등문관 사법과에 합격해 경성지방법원 판사를 지내다가 1961년 8월 30일에 비상조치법에 의해 국가재건최고회의 제청으로 박정희 의장에 의해 임명되어 1968년 8월까지 대법원 판사를 지낸 법조인이다. 동백림 사건 상고심 재판부에 소속된 대법원 판사였으나 재임 중에 사퇴했다.